# Herb gminy Mirzec
Herb gminy Mirzec – symbol gminy Mirzec.

## Wygląd i symbolika
Herb przedstawia na tarczy dzielonej w słup w heraldycznie prawym złotym polu zwróconą w lewą stronę postać świętego Leonarda w czarnym habicie, z pastorałem w prawej ręce oraz z kajdanami w lewej. W polu (heraldycznie) lewym barwy błękitnej (niebieskiej) trzy złote korony. 
Święty Leonard był frankońskim rycerzem, nawróconym i ochrzczonym przez świętego Remigiusza. Ponieważ główną cnotą świętego Leonarda była miłość do więźniów i niewolników, został patronem jeńców i więźniów. Stąd często przedstawiany jest z kajdanami na rękach. Jako wzór postaci świętego posłużył obraz przedstawiający św. Leonarda w otoczeniu czterech aniołów, który znajduje się w kościele w Mircu.